# Hislopia lacustris
Hislopia lacustris is een mosdiertjessoort uit de familie van de Hislopiidae. De wetenschappelijke naam van de soort is voor het eerst geldig gepubliceerd in 1858 door Carter.